# 때빼고 광내고
《때빼고 광내고》는 2019년 11월 15일에 방영한 《KBS 드라마 스페셜 2019》 시리즈 중 여덟 번째 작품이다.

## 줄거리
특수청소 용역업체 직원과 오너로 만난 두 남녀가 범죄 현장을 청소하다 묻힐 뻔했던 한 사건의 얼룩을 닦아내며 진실을 찾는 이야기를 그린다.

## 등장 인물

### 주요 인물
- 박은석 : 도태랑 역 - 취업 준비생
- 나혜미 : 모안나 역 - 범죄 현장 전문 청소업체 퀸클리닝 대표

### 주변 인물
- 강지현 : 천지희 역 - 지구대 순경, 안나의 절친
- 임지규 : 고영배 역 - 태랑의 어릴 적 동네 옆집 형
- 병헌 : 한지후 역 - 안나의 사무실 앞에서 태랑과 마주친 의문의 남자